# Малашка
Малашка — река в России, протекает в Щёлковском районе и городском округе Балашихе Московской области. Берёт начало из Медвежьих озёр, впадает в Пехорку в 37 км от её устья по левому берегу. Длина реки составляет 4,3 км, площадь водосборного бассейна — 21,5 км². Высота истока — 151,5 м, высота устья — 143,4 м над уровнем моря.
Притоки: Кабацкий ручей и ручей Островцы.

## Данные водного реестра
По данным государственного водного реестра России относится к Окскому бассейновому округу, водохозяйственный участок реки — Москва от водомерного поста в деревне Заозерье до города Коломна, речной подбассейн реки — бассейны притоков Оки до впадения Мокши. Речной бассейн реки — Ока.
Код объекта в государственном водном реестре — 09010101812110000024140.